# Microdebilissa aethiops
Microdebilissa aethiops är en skalbaggsart som först beskrevs av Carolus Holzschuh 1995.  Microdebilissa aethiops ingår i släktet Microdebilissa och familjen långhorningar. Inga underarter finns listade i Catalogue of Life.